# José Luis Serna Alzate
José Luis Serna Alzate IMC (* 17. Februar 1936 in Aranzazu; † 28. September 2014 in Pereira) war ein kolumbianischer Ordensgeistlicher und römisch-katholischer Bischof von Líbano-Honda.

## Leben
José Luis Serna Alzate trat der Ordensgemeinschaft der Consolata-Missionare bei und studierte Philosophie am Ordensseminar der Consolata-Missionare in Turin sowie Theologie an der Päpstlichen Universität Urbaniana in Rom. Er empfing am 23. Dezember 1961 in Rom die Priesterweihe. Serna Alzate war Pfarrer der Kathedrale von Florencia, der Provinzhauptstadt von Caquetá. Er war Wandermissionar in Caqueta und arbeitete für das Missionswerk seines Ordens in Kolumbien. Er war Generaldirektor des Missionswerkes in Rom.
Papst Johannes Paul II. ernannte ihn am 15. November 1978 zum Apostolischen Vikar von Florencia und Titularbischof von Cartennae. Der Kardinalpräfekt der Kongregation für die Evangelisierung der Völker, Agnelo Rossi, spendete ihm am 7. Dezember desselben Jahres die Bischofsweihe; Mitkonsekratoren waren Duraisamy Simon Lourdusamy, Sekretär der Kongregation für die Evangelisierung der Völker, und Lucas Moreira Neves OP, Vizepräsident der Päpstlichen Rates für die Laien.
Der Papst erhob am 9. Dezember 1985 das Apostolische Vikariat zum Bistum und somit wurde Serna der erste Bischof von Florencia. Am 8. Juli 1989 wurde er zum ersten Bischof des mit gleichem Datum errichteten Bistums Líbano-Honda ernannt.
Am 12. Juli 2002 nahm Johannes Paul II. seinen vorzeitigen, gesundheitsbedingten Rücktritt an. Serna starb Ende September 2014 in der kolumbianischen Stadt Pereira.

## Wirken
José Luis Serna Alzate war in den 1980er Jahren der erste, von Staatspräsident Belisario Betancur eingesetzte Hochkommissar für den Frieden nach der Unterzeichnung eines Friedensabkommens mit der kolumbianischen Guerillabewegung FARC-EP. Immer wieder setzte er sich für den Friedensprozess mit der FARC ein. Serna Alzate wurde mehrfach durch die Staatsanwaltschaft wegen seiner Friedensbemühungen und wegen angeblicher Zusammenarbeit mit illegalen bewaffneten Gruppen, vor allem der FARC, angeklagt; die Versuche waren nicht erfolgreich.